# Roze trui
De roze trui is in de wielersport een trui die door de leider in een bepaald klassement wordt gedragen. De roze trui kan onder andere verwijzen naar:
- De leiderstrui in de Ronde van Italië
- De bergtrui in de Ronde van Romandië
- De bergtrui in de Ronde van Polen
- De gewezen bergtrui in de Ronde van Zwitserland

Algemeen klassement · Bergklassement · Combinatieklassement · Jongerenklassement · Ploegenklassement · Puntenklassement · Strijdlustklassement · Tussensprintklassement
 Blauwe trui ·   Bolletjestrui ·  Gele trui ·  Groene trui ·  Paarse trui ·  Rode trui ·  Roze trui ·  Witte trui ·  Zwarte trui ·  Regenboogtrui ·  Sterrentrui